# هواوي أونور 8 إكس
هواوي أونور 8 إكس (بالإنجليزية: Huawei Honor 8X)‏ هو هاتف ذكي أطلقته شركة هواوي الصينية في الهند في 16 أكتوبر 2018. في حين كان إطلاقه في أمريكا اللاتينية بتاريخ 28 نوفمبر.